# Buxeuil (Vienne)
Buxeuil – miejscowość i gmina we Francji, w regionie Nowa Akwitania, w departamencie Vienne.
Według danych na rok 1990 gminę zamieszkiwało 896 osób, a gęstość zaludnienia wynosiła 75 osób/km² (wśród 1467 gmin regionu Poitou-Charentes Buxeuil plasuje się na 346. miejscu pod względem liczby ludności, natomiast pod względem powierzchni na miejscu 731.).